# Babicovy dobroty
Babicovy dobroty – program kulinarny emitowany na czeskiej telewizji TV Nova, którego gospodarzem jest kucharz Jiří Babica. Zwykle wyświetlany jest w soboty w godzinach popołudniowych.
Program spotkał się z krytyką ze strony znanego czeskiego kucharza Zdenka Pohlreicha.